# Psophia crepitans
El trompetero aligrís, jacamín de alas arises, tente aligris o grulla (Psophia crepitans), también conocido como agamí, aramí, jacamín o yacamí, es una especie de ave gruiforme de la familia Psophiidae que habita únicamente en la Amazonia, en Colombia, Venezuela, Brasil y el noreste del Perú. El trompetero hace llamados con un sonido grave, fuerte y resonante que se oye a grandes distancias, por lo que es domesticado por los pueblos indígenas para servir como guardián, ya que también se le atribuye la capacidad de espantar y cazar serpientes.

## Características
Mide entre 48 y 56 cm de altura y pesa en promedio 1,3 kg. El cuerpo es redondeado; las patas largas y fuertes adaptadas a sus hábitos eminentemente terrestres; el cuello largo y el pico corto y amarillo. El plumaje es negro o negro-azulado con las alas grises. Rara vez vuelan y solo por cortas distancias. Pueden nadar.
Se distingue fácilmente de otras especies de trompetero por el color de las alas: Psophia viridis las tiene oscuras y Psophia leucoptera blancuzcas.

## Historia natural
Viven en bandadas de 5 a 50 individuos que recorren los bosques húmedos en busca de frutos, semillas, insectos y pequeños reptiles que les sirven de alimento. La hembra pone en huecos de los árboles de 3 a 4 huevos blancos, que son incubados por diferentes miembros del grupo de ambos sexos.
Cantan con un tarareo bajo, pero como su nombre lo indica, los trompeteros hacen llamadas con un sonido muy fuerte, grave y resonante, que se escucha a distancia. Por lo mismo son domesticados para que sirvan como guardianes. Se les atribuye capacidad para espantar o matar a las serpientes. Se adaptan bien a la domesticidad y conviven con otras aves de corral. Son utilizados también como aves ornamentales.
Por ser su carne comestible hay peligro de que esta especie desaparezca en zonas de colonización, en contraste en la amazonia ecuatoriana esta especie es muy rara vez cazada.

## Subespecies
Se reconocen dos subespecies de Psophia crepitans:
- Psophia crepitans napensis - sureste de Colombia a noreste de Perú y extremo noroeste de Brasil.
- Psophia crepitans crepitans - sureste de Colombia a Venezuela, Guayana y norte de Brasil.